# Un giorno in pretura (programma televisivo)
Un giorno in pretura è un programma televisivo italiano di genere giudiziario e criminologico, in onda su Rai 3 dal 18 gennaio 1985, ideato da Roberta Petrelluzzi, che ne è anche conduttrice e regista, insieme a Nini Perno, trasmesso dal Centro di produzione TV Raffaella Carrà. È la terza trasmissione più longeva della terza rete Rai dopo il TG3 e Geo. La trasmissione è l'evoluzione del programma In pretura, andato in onda sempre su Rai 3 dal 1985 al 1987.

## Storia

### Gli esordi: storie di giustizia minore in prima serata
La trasmissione è l'evoluzione del programma In Pretura, ideato e curato da Nini Perno e Celestino Spada con la collaborazione di Roberta Petrelluzzi, andato in onda per due edizioni, dal 20 novembre 1985 al 27 febbraio 1987, al mercoledì e successivamente al venerdì, alle 19:35 su Rai 3.
Nelle sue prime edizioni Un giorno in pretura, condotto da Roberta Petrelluzzi e Nini Perno, veniva trasmesso in prima serata ed era molto più incentrato sull'intrattenimento: a parte rari casi in cui trattava un processo per omicidio, la trasmissione prendeva prevalentemente in esame solo processi della cosiddetta giustizia «minore», quali casi di ubriachezza molesta, furti, ricettazioni, rapine, borseggi, risse, liti condominiali, favoreggiamento della prostituzione, maltrattamenti in famiglia, sgarbi tra colleghi di lavoro, controversie legate ad un'eredità o a cause di separazione tra coniugi, guida in stato d'ebbrezza, oltraggi a pubblici ufficiali, possesso e spaccio di droga, atti osceni in luogo pubblico, violazioni di domicilio, il tutto per rendere più chiaro ai telespettatori il funzionamento e l'andamento della giustizia italiana. Il programma rientra in quel genere televisivo che negli anni Novanta prese il nome di Tv verità, che ricomprende titoli come Chi l'ha visto?, Telefono giallo, Ultimo minuto e Forum.

### Anni novanta: Tangentopoli, i processi di Mafia e il mostro di Firenze
A partire dagli anni novanta ci fu una progressiva virata della trasmissione verso l'approfondimento giornalistico: s'iniziarono infatti a seguire anche processi molto importanti, riguardanti alcuni dei fatti più rilevanti della storia criminale italiana: iniziarono ad essere esaminati dunque procedimenti riguardanti scandali politici, finanziari e sportivi, la criminalità organizzata, il terrorismo, sequestri di persona, crimini di guerra, famosi casi di cronaca nera.
In questo periodo il programma fece registrare record d'ascolti battendo trasmissioni cult della prima serata come Telemike e superando in alcuni casi i 5 milioni di spettatori e il 20% di share. Un giorno in pretura seguì lungamente i processi-chiave della stagione di Tangentopoli, come quello che vide imputato Sergio Cusani per l'affare Enimont. Uno dei primi processi sul sistema tangentizio, quello riguardante l'ex assessore del comune di Milano Walter Armanini, con la presenza in studio dell'allora popolarissimo Antonio Di Pietro, fece registrare addirittura 7.760.000 spettatori. Particolare rilievo ebbero altri casi giudiziari, come il Maxiprocesso di Palermo, il processo al capo dei capi di Cosa Nostra Totò Riina, appena arrestato dopo 24 anni di latitanza, quelli per i delitti del mostro di Firenze (a Pietro Pacciani) e de Il Mostro di Foligno (a Luigi Chiatti) e i processi per gli omicidi di Simonetta Cesaroni e Marta Russo.
Altri processi-simbolo furono quelli riguardanti l'eccidio delle Fosse Ardeatine (ai danni di Erich Priebke), la strage di Bologna, la Banda della Uno bianca, i sequestri Celadon e Soffiantini, le Bestie di Satana e i delitti del serial killer della Liguria Donato Bilancia e del massacratore del Circeo Angelo Izzo. Quando iniziò a concentrarsi sulla cronaca nera, il programma fu spostato in seconda serata a causa dei contenuti di molti processi, ritenuti non adatti al pubblico della prima serata.

### Gli anni recenti
Negli anni più recenti il programma ha continuato a mantenere i riflettori puntati da una parte sui principali casi di cronaca nera italiana, dall'altra su alcuni processi legati a casi di attualità (come il processo ai componenti delle forze dell'ordine per i fatti del G8 di Genova del 2001 o quello contro l'imprenditore della sanità pugliese Gianpaolo Tarantini per il cosiddetto «affaire bunga bunga», che vedeva coinvolto anche l'allora Presidente del Consiglio dei ministri, Silvio Berlusconi), scandali sportivi (Calciopoli) o legati a personalità di rilievo (tra cui il processo per furto contro Wanna Marchi e la figlia Stefania Nobile e i processi per estorsione contro Fabrizio Corona). Tra i casi di cronaca nera più significativi si ricordano i processi per la strage di Erba, la strage di Castel Volturno (ad opera del clan dei casalesi), gli omicidi di Annalisa Durante e Sarah Scazzi e le morti per brutalità poliziesca di Federico Aldrovandi, Aldo Bianzino, Stefano Cucchi e Giuseppe Uva.
Nel maggio 2018, in occasione del trentennale della messa in onda, torna in prima serata con due speciali, mentre a partire dalla stagione primaverile 2019 torna in prime time in pianta stabile, per poi tornare di nuovo alla seconda serata del sabato nell'autunno 2020. Nella primavera 2024 il programma torna nuovamente in prima serata, spostandosi dal sabato al venerdì.
Ogni stagione del programma è divisa in due cicli: il primo trasmesso nella stagione autunnale, il secondo sul finire di quella primaverile.

## Il programma
Il programma trasmette la presa diretta dei processi in corso nelle corti di giustizia italiane (in alcuni casi sono stati trasmessi anche processi svoltisi all'estero come quello per la morte di George Floyd o quello sul divorzio tra Johnny Depp ed Amber Heard), senza commenti. Ci sono varie pause in cui vengono mostrate anche le foto delle vittime o le prove dei reati imputati. Gli interventi della presentatrice legano le varie fasi della presa diretta, spiegando al telespettatore le varie fasi del dibattimento, soffermandosi soprattutto su quei punti che altrimenti risulterebbero di difficile comprensione; tale presa diretta, in cui vengono anche ripresi alcuni spezzoni delle arringhe finali dell'accusa, della difesa o delle difese e delle parti civili, si conclude con la lettura della sentenza da parte del giudice.
La presa diretta del dibattimento viene intervallata anche da brevi filmati, narrati da una voce fuori campo, che spiegano meglio le varie dinamiche che hanno portato al processo in corso e che danno anche alcuni cenni biografici dei principali personaggi ivi coinvolti; da alcuni spezzoni di vecchi telegiornali e programmi televisivi che parlavano dei fatti inerenti al processo esaminato e da brevi interviste fatte dalla presentatrice agli stessi protagonisti delle vicende realizzate una volta concluso il processo.
Se un processo è particolarmente importante (per la rilevanza che ha avuto nella cronaca nazionale e nei mass-media), complesso e/o molto lungo nel dibattimento per essere riassunto in una sola puntata, vengono dedicate ad esso più puntate della trasmissione.
In passato il programma prendeva in esame processi ancora in corso, mostrando dunque, settimana per settimana, le udienze più importanti, intervallate e commentate dalla conduttrice anche con vari ospiti in studio, ma in seguito tale formula è stata accantonata per adottare quella attuale.
La sigla del programma fu inizialmente accompagnata dal brano Tutu di Miles Davis, poi da un brano basato sulla colonna sonora del film Van Helsing. Dall'edizione 2016-2017, viene utilizzata di nuovo la musica storica, e cambia il logo del programma, dal colore blu al colore rosso. Dalla stagione primaverile 2019, a seguito del ritorno del programma in prima serata, vengono adottate una nuova veste grafica e una nuova sigla - il brano Senza parole la bocca di Teho Teardo - e anche lo studio viene rinnovato.

## Edizioni
| Edizione | Titolo               | Conduttore          | Conduttore          | Periodo           | Periodo          | Puntate |
| Edizione | Titolo               | Conduttore          | Conduttore          | Inizio            | Fine             | Puntate |
| -------- | -------------------- | ------------------- | ------------------- | ----------------- | ---------------- | ------- |
| 1        | In pretura           | Nini Perno          | Roberta Petrelluzzi | 20 novembre 1985  | 15 gennaio 1986  | 9       |
| 2        | In pretura           | Nini Perno          | Roberta Petrelluzzi | 28 novembre 1986  | 27 febbraio 1987 | 12      |
| 3        | Un giorno in pretura | Nini Perno          | Roberta Petrelluzzi | 18 gennaio 1988   | 20 giugno 1988   | 23      |
| 4        | Un giorno in pretura | Nini Perno          | Roberta Petrelluzzi | 19 settembre 1988 | 26 giugno 1989   | 41      |
| 5        | Un giorno in pretura | Nini Perno          | Roberta Petrelluzzi | 9 ottobre 1990    | 5 luglio 1991    | 38      |
| 6        | Un giorno in pretura | Nini Perno          | Roberta Petrelluzzi | 9 ottobre 1991    | 4 giugno 1992    | 20      |
| 7        | Un giorno in pretura | Nini Perno          | Roberta Petrelluzzi | 9 ottobre 1991    | 4 giugno 1992    | 14      |
| 8        | Un giorno in pretura | Nini Perno          | Roberta Petrelluzzi | 20 novembre 1992  | 21 maggio 1993   | 17      |
| 9        | Un giorno in pretura | Nini Perno          | Roberta Petrelluzzi | 30 agosto 1993    | 6 giugno 1994    | 46      |
| 10       | Un giorno in pretura | Nini Perno          | Roberta Petrelluzzi | 4 ottobre 1994    | 19 luglio 1995   | 19      |
| 11       | Un giorno in pretura | Nini Perno          | Roberta Petrelluzzi | 5 settembre 1995  | 29 aprile 1996   | 8       |
| 12       | Un giorno in pretura | Nini Perno          | Roberta Petrelluzzi | 7 aprile 1997     | 1º dicembre 1997 | 8       |
| 13       | Un giorno in pretura | Nini Perno          | Roberta Petrelluzzi | 18 settembre 1998 | 22 luglio 1999   | 10      |
| 14       | Un giorno in pretura | Nini Perno          | Roberta Petrelluzzi | 12 gennaio 2000   | 10 maggio 2000   | 7       |
| 15       | Un giorno in pretura | Nini Perno          | Roberta Petrelluzzi | 25 gennaio 2001   | 23 maggio 2001   | 12      |
| 16       | Un giorno in pretura | Nini Perno          | Roberta Petrelluzzi | 16 aprile 2002    | 26 luglio 2003   | 15      |
| 17       | Un giorno in pretura | Nini Perno          | Roberta Petrelluzzi | 20 settembre 2003 | 25 marzo 2004    | 17      |
| 18       | Un giorno in pretura | Nini Perno          | Roberta Petrelluzzi | 23 ottobre 2004   | 30 aprile 2005   | 13      |
| 19       | Un giorno in pretura | Nini Perno          | Roberta Petrelluzzi | 1º ottobre 2005   | 15 aprile 2006   | 13      |
| 20       | Un giorno in pretura | Nini Perno          | Roberta Petrelluzzi | 23 settembre 2006 | 24 febbraio 2007 | 18      |
| 21       | Un giorno in pretura | Nini Perno          | Roberta Petrelluzzi | 15 settembre 2007 | 15 marzo 2008    | 17      |
| 22       | Un giorno in pretura | Nini Perno          | Roberta Petrelluzzi | 13 settembre 2008 | 28 marzo 2009    | 18      |
| 23       | Un giorno in pretura | Nini Perno          | Roberta Petrelluzzi | 31 ottobre 2009   | 28 marzo 2010    | 12      |
| 24       | Un giorno in pretura | Roberta Petrelluzzi | Roberta Petrelluzzi | 14 agosto 2010    | 23 luglio 2011   | 23      |
| 25       | Un giorno in pretura | Roberta Petrelluzzi | Roberta Petrelluzzi | 3 settembre 2011  | 17 marzo 2012    | 17      |
| 26       | Un giorno in pretura | Roberta Petrelluzzi | Roberta Petrelluzzi | 15 settembre 2012 | 22 giugno 2013   | 19      |
| 27       | Un giorno in pretura | Roberta Petrelluzzi | Roberta Petrelluzzi | 19 ottobre 2013   | 7 giugno 2014    | 17      |
| 28       | Un giorno in pretura | Roberta Petrelluzzi | Roberta Petrelluzzi | 25 ottobre 2014   | 23 maggio 2015   | 18      |
| 29       | Un giorno in pretura | Roberta Petrelluzzi | Roberta Petrelluzzi | 7 novembre 2015   | 25 giugno 2016   | 16      |
| 30       | Un giorno in pretura | Roberta Petrelluzzi | Roberta Petrelluzzi | 17 settembre 2016 | 10 giugno 2017   | 21      |
| 31       | Un giorno in pretura | Roberta Petrelluzzi | Roberta Petrelluzzi | 30 settembre 2017 | 27 maggio 2018   | 20      |
| 32       | Un giorno in pretura | Roberta Petrelluzzi | Roberta Petrelluzzi | 22 settembre 2018 | 19 maggio 2019   | 12      |
| 33       | Un giorno in pretura | Roberta Petrelluzzi | Roberta Petrelluzzi | 27 ottobre 2019   | 31 maggio 2020   | 13      |
| 34       | Un giorno in pretura | Roberta Petrelluzzi | Roberta Petrelluzzi | 19 settembre 2020 | 19 giugno 2021   | 16      |
| 35       | Un giorno in pretura | Roberta Petrelluzzi | Roberta Petrelluzzi | 18 settembre 2021 | 9 luglio 2022    | 19      |
| 36       | Un giorno in pretura | Roberta Petrelluzzi | Roberta Petrelluzzi | 1º ottobre 2022   | 24 giugno 2023   | 17      |
| 37       | Un giorno in pretura | Roberta Petrelluzzi | Roberta Petrelluzzi | 7 ottobre 2023    | 14 giugno 2024   | 14      |
| 38       | Un giorno in pretura | Roberta Petrelluzzi | Roberta Petrelluzzi | 14 settembre 2024 | 6 maggio 2025    | 18      |

## Spin-off del programma

### Le trame
Spin-off andato in onda nel 1989, prima dell'inizio della stagione per un totale di cinque appuntamenti.

### Giustizia negata
Due puntate speciali, andate in onda nella primavera del 1991

### Crimini e misfatti
Spin-off andato in onda nell'estate del 1992, per un totale di quattro appuntamenti. Il programma tratta crimini a livello internazionale.

## Audience
| Edizione | Rete televisiva | Anno      | Programmazione | Programmazione | Programmazione | Programmazione | Programmazione | Programmazione | Programmazione | Collocazione | Telespettatori | Share |
| Edizione | Rete televisiva | Anno      | L              | M              | M              | G              | V              | S              | D              | Collocazione | Telespettatori | Share |
| -------- | --------------- | --------- | -------------- | -------------- | -------------- | -------------- | -------------- | -------------- | -------------- | ------------ | -------------- | ----- |
| 8ª       | Rai 3           | 1992-1993 |                |                |                |                |                |                |                | prima serata | 5.000.000      | 20%   |
| 24ª      | Rai 3           | 2010-2011 |                |                | seconda serata | 1.068.000      | 9,97%          |                |                |              |                |       |
| 25ª      | Rai 3           | 2011-2012 | 698.000        | 5,79%          | seconda serata |                |                |                |                |              |                |       |
| 26ª      | Rai 3           | 2012-2013 | 862.000        | 8,43%          | seconda serata |                |                |                |                |              |                |       |
| 27ª      | Rai 3           | 2013-2014 | 696.000        | 7,68%          | seconda serata |                |                |                |                |              |                |       |
| 28ª      | Rai 3           | 2014-2015 | 701.000        | 8,12%          | seconda serata |                |                |                |                |              |                |       |
| 29ª      | Rai 3           | 2015-2016 | 671.000        | 7,66%          | seconda serata |                |                |                |                |              |                |       |
| 30ª      | Rai 3           | 2016-2017 | 649.000        | 7,26%          | seconda serata |                |                |                |                |              |                |       |
| 31ª      | Rai 3           | 2017-2018 |                | 588.000        | seconda serata | 6,22%          |                |                |                |              |                |       |
| 32ª      | Rai 3           | 2018-2019 | 747.000        | 5,65%          | seconda serata |                |                |                |                |              |                |       |
| 33ª      | Rai 3           | 2019-2020 |                |                | prima serata   | 942.000        | 3,80%          |                |                |              |                |       |
| 34ª      | Rai 3           | 2020-2021 |                |                |                | seconda serata | 418.000        | 5,77%          |                |              |                |       |
| 35ª      | Rai 3           | 2021-2022 | 324.000        | 5,14%          |                | seconda serata |                |                |                |              |                |       |
| 36ª      | Rai 3           | 2022-2023 | 324.000        | 5,14%          |                | seconda serata |                |                |                |              |                |       |
| 37ª      | Rai 3           | 2023-2024 | 313.900        | 5,79%          |                | seconda serata |                |                |                |              |                |       |
| 37ª      | Rai 3           | 2023-2024 |                |                | prima serata   | 1.133.342      | 6,46%          |                |                |              |                |       |
| 38ª      | Rai 3           | 2024-2025 |                |                | seconda serata |                |                |                |                |              |                |       |

## Premi e riconoscimenti
- Premio Regia Televisiva, 1994[16]

## Diffusione nella cultura di massa
Un giorno in pretura è citato da Giorgio Gaber nel brano La strana famiglia, presente nello spettacolo e nell'album Il teatro canzone, edito nel 1992. Il programma ha mantenuto nel corso degli anni una costante popolarità, fino al punto da divenire oggetto di parodie (come quelle realizzate nel 1988 da Enrico Montesano e Carlo Verdone nel corso di Fantastico 9 e nel 2019 da Luca e Paolo nel programma Quelli che il calcio) e di pagine satiriche curate da fan sui social network (Pagine e gruppi bannati da Meta nel 2024)